# Georgios Athanasiadis-Novas
Georgios Athanasiadis-Novas (en griego: Γεώργιος Αθανασιάδης-Νόβαςa) (1893-1986), abogado y político griego.
Fue elegido diputado al Parlamento griego por primera vez en 1926, y formó parte del gabinete de Ioannis Metaxas. Ocupó los cargos de ministro de Interior en 1945, ministro de Educación en 1950 y ministro de Industria en 1951.
En 1961, fue uno de los numerosos conservadores que se afiliaron al partido Unión del Centro (EK) de Yorgos Papandréu, en reacción a la corrupción de los gobiernos de derecha de la época. Cuando EK ganó las elecciones de 1964, Athanasiadis-Novas pasó a ocupar la Presidencia del Parlamento griego.
El 15 de julio de 1965, el Rey Constantino le nombró primer ministro después de que Yorgos Papandréu se negara a aceptar el ministro de Defensa designado por el Rey y optara por dimitir, lo que dio lugar a una maniobra conocida como Apostasía de 1965. Después de la dimisión de Papandréu, 39 diputados abandonaron EK para apoyar al Rey en sus intentos de formar gobierno y se les apodó los «apóstatas». El Rey propuso a tres apóstatas: Georgios Athanasiadis como primer ministro, Stavros Kostopoulos como ministro de Defensa y Ioannis Toybas como ministro de Orden Público. Con el apoyo del ala conservadora de EK y de los diputados del partido conservador Unión Nacional Radical (ERE), intentó formar gobierno. Novas era miembro del EK, la formación de Y. Papandreou. Sin embargo, el fraccionamiento del EK provocó que no recibiera el apoyo suficiente en la moción de confianza. Tuvo que dimitir el 20 de agosto del mismo año tras haber estado solo 36 días en el poder.
Novas acusó en sus memorias a Yorgos Papandréu de los hechos ocurridos en 1965, por querer proteger a su hijo. 
En julio de 1974 fue uno de los políticos que facilitaron el final del régimen de los coroneles y el nombramiento de Constantinos Karamanlís como primer ministro.[cita requerida]